# Grégoire Kayibanda
Pour les articles homonymes, voir Kayibanda.
Grégoire Kayibanda (1er mai 1924-15 décembre 1976) est un homme d'État rwandais, premier président du Rwanda indépendant et premier président élu (26 octobre 1961 - 5 juillet 1973).
Hutu, Kayibanda fut l'un des principaux dirigeants de la révolution rwandaise qui renversèrent la monarchie féodale tutsi,  obtinrent l'indépendance de la part de la Belgique le 1er juillet 1962 et établirent la république rwandaise. Dans un régime au départ multipartite, le parti MDR-PARMEHUTU (Mouvement Démocratique Républicain-Parti du mouvement pour l'émancipation des Hutu) s'imposa dès 1965 comme un parti unique de facto. Le 5 juillet 1973, le Président Kayibanda fut renversé par son ministre de la Défense, le Général Juvénal Habyarimana. Il mourut trois ans plus tard.

## Biographie

### Origines familiales et formation
Kayibanda est né le 1er mai 1924 à Tare, au sud du Rwanda. Son père, Léonidas Rwamanywa, et sa mère, Caroline Nyirambeba, ont eu 13 enfants dont 5 arrivent à l'âge adulte.
Il fit ses études primaires, d'abord à Tare (1932-1934) ensuite à Kabgayi (1934-1937). Il fut inscrit en 1937 au Petit-Séminaire Saint-Léon à Kabgayi. Ayant fini ses études secondaires en 1943, il rejoignit le 28 décembre 1944 le Grand-Séminaire de Nyakibanda, situé à une douzaine de km au sud de la ville de Butare. C'était à l'époque l'unique institution d'enseignement supérieur au Rwanda. Le 15 novembre 1948, il décida de quitter définitivement le Grand Séminaire et s'orienta vers l'enseignement.
Après avoir quitté le Grand Séminaire, ayant ainsi renoncé à la prêtrise, Grégoire Kayibanda fut obligé de passer deux mois chez ses parents à Tare à cause de la maladie. Le 20 janvier 1949, Grégoire Kayibanda fut engagé comme enseignant à l'Institut Léon Classe où il devait dispenser les cours généraux : français, histoire, géographie et religion. Fondé en 1944 et basé à Kigali, cet institut était une école secondaire professionnelle, qui deviendra plus tard, sous l'égide des Salésiens depuis 1952, l'École Technique Officielle (ETO).
Il épouse Vérédiana Mukagatare le 25 mai 1950.

### Carrière professionnelle
En 1953, Grégoire Kayibanda fut affecté à Kabgayi au Bureau de l'inspection des écoles au Service chargé de refondre et d'adapter les manuels scolaires. À la tête d'une association de moniteurs (AMR) qui comptait près de 2000 adhérents, Grégoire Kayibanda animait la revue professionnelle Kurerera Imana ("Éduquer pour Dieu"). Lorsque fut annoncée la laïcisation des écoles, l'AMR fut à même de réunir près de 100 000 signatures pour soutenir les Conseils des parents qui menaçaient de faire des manifestations si l'enseignement de la religion était supprimé des programmes.
En 1952 se formèrent à Kabgayi deux mouvements d'action catholique : la Légion de Marie et la Ligue du Sacré-Cœur. À l'issue du premier présidium, Grégoire Kayibanda fut élu président de la Légion de Marie. Dans ses carnets, il écrivit : « Je n'aimais pas d'abord la forme légionnaire en action catholique. Sa rigidité me paraissait un obstacle à bien des développements et adaptations… Mais quand je vis en pratique la profondeur de l'esprit aventurier - le don de soi - qu'elle peut apporter à un peuple humble, je l'aimai et me suis employé de toutes mes forces à l'aider ». Dès son affectation à l'Inspection des Écoles à Kabgayi, Grégoire Kayibanda entreprit de multiples activités sociales et justifiait ainsi son activisme (cité par Paternostre de la Mairieu): « dans un pays où l'on bâillonne les petits… par dirigisme et par un certain racisme… en me concentrant sur une seule activité, je risquerais de me voir vite réduit à néant… Je préfère éveiller mon pays à la conscience de ses possibilités… repérer autour de moi les aptitudes timides ou inconscientes… les aider à découvrir les besoins de ceux qui les entourent, les pousser et les encourager à rendre service. (…) Je crois que c'est ma vocation sociale, dans un pays qui se cherche encore, qui pose ses jalons pour un démarrage définitif prochain ».
De juin 1953 à décembre 1954, Grégoire Kayibanda fut rédacteur en chef et éditorialiste de la revue L'ami, fondée en 1945 par le père Pierre Boutry à l'intention des intellectuels du Rwanda. À ce poste il bénéficia d'une importante documentation du Vicariat apostolique comprenant outre des documents religieux, tous les textes officiels régissant la vie politique du pays à une époque cruciale de son évolution. La revue L'ami devint très vite une tribune idéale pour agir sur l'opinion des élites de toute la région. Dans un langage mesuré, Grégoire Kayibanda fustigeait les inégalités sociales et politiques basées sur la discrimination ethnique en faveur des Tutsis par l'administration de tutelle (coloniale) belge et par la monarchie féodale tutsi. Il stigmatisait l'exclusion de la majorité hutu des sphères du pouvoir.
Grégoire Kayibanda vit son influence politique s'étendre. En 1953, il fut élu au conseil de la chefferie, puis du Territoire. Il note dans ses carnets (cité par Paternostre de la Mairieu) : « [le Chef présidant le Conseil de chefferie] semble me croire anarchiste, et me craint quelque peu. Il est habitué à en imposer à ses Sous-Chefs, or je n'accepte pas tous ses dogmes! Mon esprit est plein des iniquités subies par mon peuple, et je supporte très mal un régime aussi désuet qu'inopérant ».

### Carrière politique
Pour le changement de la situation de son pays, notamment au niveau politique, Grégoire Kayibanda proposait à l'élite l'action sociale à travers les associations, les coopératives. Or la législation en vigueur au Rwanda à l'époque interdisait la constitution d'associations dans la mesure où elles auraient des activités politiques. Il plaidait que le droit d'association soit reconnu sans aucune restriction pour tous les citoyens rwandais. Avec un brin d'ironie, à l'adresse de l'autorité coloniale et de la monarchie féodale tutsi, il écrivait dans la revue L'ami: « Nos éducateurs européens, tout comme leur aide, la hiérarchie coutumière, trouveront dans la promotion d'associations un appui sûr pour mener à bonne fin l'évolution pacifique dans laquelle ils ont jusqu'à présent plus ou moins réussi ». Le regroupement recherché par les élites entourant Grégoire Kayibanda (le futur Mouvement Social Hutu) affichait des buts à caractère social, mais dut garder longtemps la forme d'une association de fait. Il ne sera reconnu que le 4 avril 1958 par l'administration de tutelle (coloniale).
Au début de l'année 1955, Grégoire Kayibanda passa de l'Inspection des Écoles à la rédaction du journal catholique Kinyamateka sous la direction du père Arthur Dejemeppe, vicaire délégué de Mgr Déprimoz depuis 1953. Ce journal laissait poindre depuis un certain temps "un courant revendicatif ou réformiste" faisant grimper son tirage de 5 000 à 20 000 exemplaires. Selon Donat Murego « l'idée-force autour de laquelle tournaient griefs, louanges ou vœux fut celle du progrès (amajyambere) ». La nomination de Grégoire Kayibanda comme éditeur responsable du Kinyamateka fit l'effet d'une bombe dans les sphères du pouvoir[réf. nécessaire]. Par cette promotion, l'Église catholique manifestait ainsi son soutien aux idées de Grégoire Kayibanda, en lui permettant de prendre la direction de L'Ami d'abord et celle de l'unique journal politique du pays, le Kinyamateka, édité en kinyarwanda. Le journal apporta son ferme soutien à ceux qui revendiquaient plus de justice sociale contre la ségrégation socio-ethnique.
En septembre 1957, à l'intention de la prochaine mission de visite de l'ONU, le Conseil supérieur du Pays (sorte de Parlement qui n'en avait pas le nom), presque entièrement tutsi, avait rédigé un document revendicatif intitulé Mise au point adopté en février 1957. Passant à côté du problème crucial du monopole du pouvoir par la minorité tutsi estimée à 9 % de la population, les auteurs de la Mise au point se servirent d'un autre problème du racisme tout aussi réel entre l'administration coloniale et la monarchie tutsi : « Une question essentielle qui se pose maintenant dans notre pays est sans conteste celle des relations humaines entre Blancs et Noirs ». La Mise au point dénonçait « la situation de dépendance et le rôle d’exécutants dans lesquels les dirigeants traditionnels rwandais ont été insérés dès le début de la colonisation. Avec le temps et ce, malgré le maintien d’une grande partie de leurs privilèges par le Gouvernement colonial, cette dépendance et ce rôle ont développé des sentiments de frustration dans la mesure où ces dirigeants se rendaient compte qu’ils étaient de moins en moins maîtres des décisions engageant leur pays et leur autorité ».
En guise de réponse à cette Mise au point, les leaders hutus se réunirent à Gitarama le 20 mars 1957, pour préparer et signer un document intitulé "Note sur l'aspect social du problème racial au Rwanda" désigné dans la suite par l'administration coloniale sous l'appellation de Manifeste des Bahutu. Ils dénonçaient dans ce document le « colonialisme à double étage », c'est-à-dire la domination de la minorité tutsi, et celle de l'administration de tutelle.
Le 9 septembre 1957, Grégoire Kayibanda fut envoyé en Belgique par Mgr André Perraudin (nommé Vicaire apostolique de Kabgayi en décembre 1955) en stage de journalisme auprès du journal Vers l'avenir - qui avait son siège à Namur - contre un engagement de revenir travailler au journal Kinyamateka à son retour. Son stage ayant pris fin, il regagna le Rwanda le 8 novembre 1958 et reprit ses activités au journal Kinyamateka le 25 novembre 1958. Sur le plan non professionnel, il put également retrouver le "Mouvement Social Hutu" (MSH) fondé avec les autres démocrates en juin 1957, trois mois avant son départ pour l'Europe. Il accepta également son élection comme président du conseil de gestion de la Trafipro (Travail, Fidélité, Progrès), grande coopérative de consommation dont il était devenu membre avant son départ pour l'Europe. Ce conseil, note Paternostre de la Mairieu (idem, p. 130) « devait veiller à ce que le profit économique et social voulu pour les populations soit assuré par une gestion financière rigoureuse sans que des intérêts particuliers viennent en fausser le jeu ». Il redevint à nouveau président national de la Légion de Marie, ce qui lui facilitait les contacts au niveau du pays avec les responsables locaux aux quatre coins du pays. Il fut de plus en plus connu de tous, connaissances qu'il mettra à profit pour organiser un parti politique et établir les futurs Conseils communaux à l'issue des élections communales.

Le 26 septembre 1959, à l'issue d'une réunion des principaux leaders du Mouvement Social Hutu (MSH), fut fondé le Parmehutu (Parti du Mouvement de l'Émancipation des Hutu). Ce parti voulait non seulement rassembler les Hutus au sein d'un même parti, mais aussi être le porte-voix des populations exploitées, c'est-à-dire de très nombreux Tutsis et de Twa pauvres, sans se limiter au groupe ethnique des Hutus.
Le 1er novembre 1959 se déclencha la révolution, à la suite d'un incident dans lequel le sous-chef hutu Dominique Mbonyumutwa fut molesté par un groupe de jeunes Tutsi. Il réussit à repousser ses agresseurs sans avoir besoin d'aide. Des bruits coururent que le Mbonyumutwa avait été assassiné. Les gens de la région se mobilisèrent et le soir même commencèrent des incendies systématiques d'habitations tutsis par des bandes de Hutus armés d'arcs et de lances. Ils chassaient les gens de leurs habitations avant d'y mettre le feu. En général ceux qui résistaient aux expulsions risquaient d'être lynchés. Une flambée de violence s'étendit sur tout le pays. Les royalistes mirent sur pied une "politique de décapitation" afin d'éliminer les noyaux du Parmehutu. Les principaux leaders hutus dont Grégoire Kayibanda furent protégés pas des soldats armés mais plusieurs leaders hutu furent assassinés. C'est en plein milieu de cette révolution que le gouvernement belge remit au Parlement une déclaration définissant les grandes lignes des réformes institutionnelles dans le sens du manifeste-programme du Parmehutu. Deux semaines après le début des troubles, l'essentiel des revendications de la révolution avaient été satisfaites et l'ordre rétabli. Le 25 décembre 1959, les réformes institutionnelles annoncées par la Déclaration gouvernementale du 10 novembre furent précisées par un décret qui annonçait la fin de l'administration indirecte et du monopole tutsi dans les sphères du pouvoir. En vertu de ce texte, les 544 sous-chefferies furent regroupés pour former 229 communes. Des élections communales furent fixées dans un délai de six mois pour constituer les conseils communaux au sein desquels seraient élus des bourgmestres proposés à la nomination du Roi. Les dix Territoires devinrent dix Préfectures confiées à des Préfets rwandais. Un Conseil du Pays fut mis en place dont les membres élus au second degré exerçaient un certain pouvoir législatif conjointement avec le roi en attendant les élections législatives en bonne et due forme. Ce décret permit aux partis politiques de se préparer aux élections communales.
Le 6 juin 1960, les leaders du Parmehutu se réunirent à Ruhengeri, sous la présidence de Grégoire Kayibanda. Ils rejetèrent définitivement l'institution monarchique. Leur parti s'appela désormais Mouvement démocratique républicain (MDR) Parmehutu. C'est sous cette étiquette que Grégoire Kayibanda fit campagne pour les élections communales. Celles-ci se déroulèrent au suffrage universel, territoire par territoire, entre le 26 juin et le 22 juillet 1960. Ces élections furent largement remportées par le MDR-Parmehutu. Organisées en l'absence du Roi qui ne remettra plus les pieds dans son pays, elles sonnèrent le glas de l'institution monarchique.

### Premier ministre
Après cette victoire, Grégoire Kayibanda fut chargé, le 26 octobre 1960, de former un gouvernement provisoire en tant que Premier ministre. Celui-ci comptait 9 ministères et 12 secrétariats d'État et d'administration dont huit membres de l'administration belge de tutelle pour faciliter une transition efficace vers une autonomie de plus en plus large. Le 28 janvier 1961, les leaders hutu organisèrent à Gitarama une réunion de tous les élus communaux et se prononcèrent en faveur de la forme républicaine de l'État et élurent par bulletin secret le premier président de la République rwandaise en la personne de Dominique Mbonyumutwa, tandis que Grégoire Kayibanda fut investi en tant que Premier ministre. Les élections législatives connues sous l'appellation de Kamarampaka, furent organisées le 25 septembre 1961 et furent également remportées par le Parmehutu à 77,7 % des voix. La question de la royauté ayant été posée lors de ces élections, elle fut définitivement tranchée, les républicains obtinrent 80 % des suffrages. Le roi s'exilera aussi définitivement.

### Président de la République

#### Élection présidentielle et indépendance du Rwanda
Après les consultations populaires du 25 septembre 1961, l'Assemblée législative s'attela en priorité à la question du régime constitutionnel pour la nouvelle république. La question fut débattue dans sa séance du 4 octobre 1961. L'Assemblée législative se prononça pour un État républicain et un régime présidentiel fort. Le président serait à la fois chef de l'État et du gouvernement. Il serait élu par l'Assemblée législative en son sein au bulletin secret et à la majorité des 2/3. L'élection eut lieu le 26 octobre 1961 et fut remportée par Grégoire Kayibanda par 34 voix sur 44. Le 1er juillet 1962 fut proclamée l'indépendance du Rwanda. En date du 23 novembre 1962 l'Assemblée nationale vota une Constitution qui institua désormais le principe de l'élection du président de la République au suffrage universel avec un mandat de 4 ans renouvelable trois fois seulement. Un amendement fut apporté à la Constitution pour y conformer la situation du chef de l'État qui avait été élu par l'Assemblée nationale. Le président Kayibanda fut réélu jusqu'à son ultime mandat constitutionnel.

#### Chute
En 1973, les élections présidentielles devaient avoir lieu au mois de septembre. Un projet de loi fut soumis à l'Assemblée nationale, voté par celle-ci et promulgué le 18 mai : la durée du mandat présidentiel fut prolongé de 4 à 5 ans, la limite d'âge de 60 ans fut également supprimée. Confronté depuis 1968, aux rivalités régionalistes Nord-Sud, il était reproché au régime du président Kayibanda d'avoir écarté au fur et à mesure les leaders politiques originaires du Nord et de concentrer les pouvoirs aux mains des ressortissants de sa préfecture natale, Gitarama. Depuis le début de l'année 1973 des troubles inter ethniques - consécutifs aux massacres des Hutu au Burundi par la junte militaire tutsi au pouvoir - avaient fragilisé le régime confronté en même temps aux rivalités régionalistes Nord-Sud. La présidence du président Grégoire Kayibanda prit fin le 5 juillet 1973 à la suite du coup d'État organisé par son ministre de la Défense, Juvénal Habyarimana, qui le remplaça.

### Condamnation et emprisonnement après la présidence
Il fut assigné à résidence à Rwerere, dans la préfecture de Ruhengeri, et ensuite, après le décès de son épouse, dans sa maison de Kavumu près de Gitarama. Il fut condamné à mort par l'arrêté N° 0001/ 74/ CM de la cour martiale le 29 juin 1974. Sa peine fut commuée en prison à perpétuité sur décision de Juvénal Habyarimana.

### Décès
Le président Kayibanda est décédé à son domicile le 15 décembre 1976. Paternostre de la Mairieu (idem) écrit à ce propos : « Le matin du 14 décembre à 9h30, [le président Kayibanda] se plaignit de douleurs dans la région du cœur ; et son fils Pio dut alerter le Corps de Garde, qui fit appel à un docteur de l'hôpital de Kabgayi. Ce médecin qui n'avait jamais eu l'occasion de soigner le Président auparavant, vint vers 19 heures et, au cours d'une rapide visite (une dizaine de minutes), le trouva « lucide, souriant, aimable », avec l'apparence d'un homme bien portant. Et quoiqu'il n'en ait rien voulu dire, on raconte qu'il constata une affection abdominale. Il estima que Grégoire Kayibanda "était juste légèrement souffrant", qu'il n'y avait pas de « gravité dans son mal » et se contenta de prescrire quelques médicaments, qui furent apportés de la pharmacie de l'hôpital.
Dans la nuit cependant, le mal reprit et, à 4 heures du matin, le président Kayibanda s'éteignit… On était le 15 décembre 1976. »